# Peter Borwein
Peter Benjamin Borwein (St. Andrews, 1953) é um matemático canadense nascido na Escócia.
É professor da Universidade de Simon Fraser. É conhecido por ser o co-descobridor da fórmula BBP para o cálculo do número π.

## Interesse inicial em matemática
Borwein interessou-se pela teoria dos números e análise clássica durante o segundo ano na universidade. Não tinha previamente interesse em matemática, embora seu pai David Borwein tenha sido chefe do Departamento de Matemática da Universidade de Western Ontario e sua mãe reitora associada de medicina da mesma universidade. Borwein e seus dois irmãos graduaram-se em matemática.

## Carreira acadêmica
Após graduar-se em matemática na University of Western Ontario em 1974, obteve o mestrado e o doutorado na Universidade da Colúmbia Britânica. Foi depois professor do Departamento de Matemática da Universidade Dalhousie onde, juntamente com seu irmão Jonathan Borwein e David Harold Bailey da NASA, escreveu o artigo de 1989 com uma prova para a computação de um bilhão de dígitos de π. Eles foram laureados em 1993 com o Prêmio Chauvenet e o Prêmio Hasse.
Em 1993 mudou-se para a Universidade de Simon Fraser, trabalhando juntamente com seu irmão Jonathan estabelecendo o Centre for Experimental and Constructive Mathematics (CECM).

## Pesquisa
Em 1995 os Borwein colaboraram com Yasumasa Kanada da Universidade de Tóquio para computar π com mais de quatro bilhões de dígitos.
Peter Borwein também colaborou com David Harold Bailey da NASA e Simon Plouffe da Universidade de Quebec para calcular os dígitos hexadecimais π. Este trabalho forneceu um modo de determinar o n-ésimo dígito de π sem calcular os dígitos precedentes. Em 2007, com Tamas Erdelyi, Ferguson e Lockhart, estabeleceu o Problema Littlewood 22.

## Publicações
- Pi: A Source Book, 1999
- Polynomials and Polynomial Inequalities (com Tamas Erdelyi), 1998
- Pi and the AGM, 1987, reimpresso em 1998
- A Dictionary of Real Numbers.

Juntamente com seu irmão Jonathan edita a série Books in Mathematics.